# Nezha Marzak
Nezha Marzak (* 20. Jahrhundert) ist eine marokkanische Leichtathletin, die sich auf den Speerwurf spezialisiert hat.

## Sportliche Laufbahn
Erste internationale Erfahrungen sammelte Nezha Marzak im Jahr 2023, als sie bei den Arabischen Meisterschaften in Marrakesch mit einer Weite von 42,88 m die Goldmedaille gewann.
In den Jahren 2007, 2009 und 2010, von 2013 bis 2015 sowie 2018, 2019, 2022 und 2023 wurde Marzak marokkanische Meisterin im Speerwurf sowie 2014 auch im Kugelstoßen.

## Persönliche Bestleistungen
- Kugelstoßen: 12,26 m, 12. Juni 2010 in Casablanca
- Speerwurf: 43,90 m, 26. Juni 2010 in Agadir